# نظام التوزيع العام

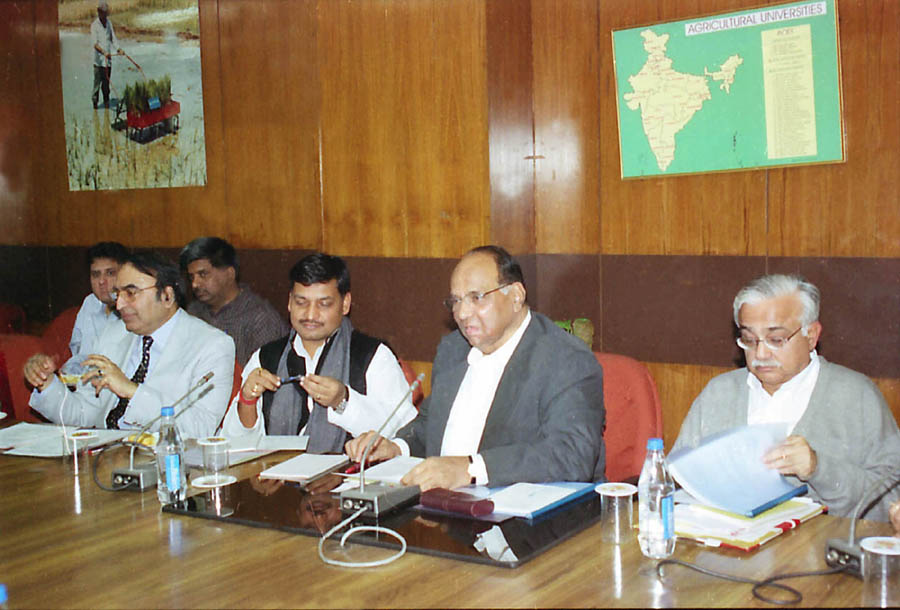
صورة من أحد اجتماعات نظام الأمن الغذائي الهندي

نظام الأمن الغذائي الهندي، الذي أنشأته حكومة الهند في إورة طار وزارة شؤون المستهلك والأغذية والتوزيع العام هو توزيع المواد الغذائية
وغير الغذائية المدعومة إلى فقراء الهند. تم إطلاق هذا المخطط لأول مرة في فبراير عام 1944 ، خلال الحرب العالمية الثانية وتم إطلاقه بالشكل الحالي في يونيو 1947. تشمل السلع الرئيسية الموزعة الحبوب الغذائية الأساسية، مثل القمح والأرز والسكر والكيروسين، من خلال شبكة من متاجر الأسعار العادلة. المعروف باسم محلات التموينية وأنشئت في عدة ولايات في جميع أنحاء البلاد. شركة الطعام الهندية، وهي شركة مملوكة للحكومة، تقوم بشراء وصيانة نظام التوزيع العام.
وفي مجال التغطية والإنفاق العام، يعتبر هذا القطاع من أهم شبكه للأمن الغذائي. ومع ذلك، فإن الحبوب الغذائية التي توفرها محلات التموين لا تكفي لتلبية احتياجات الفقراء من الاستهلاك أو لأنها ذات نوعيه رديئه. ومتوسط مستوى استهلاك البذور التابعة لهذه الوحدة في الهند لا يتجاوز 1 كيلوجرام للفرد في الشهر. وقد انتقدت اللجنة بسبب تحيزها في المناطق الحضرية وفشلها في خدمة القطاعات الفقيرة من السكان بصورة فعالة. والأهداف المحددة الهدف مكلفة وتثير الكثير من الفساد في عملية تخليص الفقراء من أولئك الذين من أولئك الذين هم أقل احتياجا اليوم.، الهند لديها أكبر مخزون من الحبوب في العالم إلى جانب الصين، تنفق الحكومة روبية. 750 مليار دولار (13.6 مليار دولار) في السنة، أي ما يقارب 1٪ من الناتج المحلي الإجمالي، ولكن 21٪ ما زالوا يعانون من سوء التغذية. تدير الحكومات الولائية توزيع الحبوب الغذائية للفقراء في جميع أنحاء البلاد. وحتى تاريخه، يوجد حوالي 500,000 متجر سعر عادل في جميع أنحاء الهند.
نظرة عامة
تتقاسم الحكومة المركزية وحكومات الولايات مسؤولية تنظيم نظام التوزيع العام. في حين أن الحكومة المركزية مسؤولة عن عمليات الشراء والتخزين والنقل والتوزيع بالجملة للحبوب الغذائية، تتحمل حكومات الولايات مسؤولية توزيعها على المستهلكين من خلال الشبكة الثابتة لمحلات الأسعار العادلة . تتحمل حكومات الولايات أيضاً مسؤولية المسؤوليات التشغيلية بما في ذلك تخصيص وتحديد الأسر تحت خط الفقر، وإصدار البطاقات التموينية، والإشراف ومراقبة سير عمل s (محلات الأسعار العادلة بموجب خطة نظام التوزيع العام، كل أسرة تحت خط الفقر مؤهلة للحصول على 35 كجم من الأرز أو القمح كل شهر، في حين يحق للأسرة فوق خط الفقر الحصول على 15 كجم من الحبوب الغذائية على أساس شهري. يجب إعطاء حامل بطاقة تحت خط الفقر 35 كجم من الحبوب الغذائية ويجب إعطاء حامل البطاقة فوق خط الفقر 15 كجم من الحبوب الغذائية وفقًا لمعايير نظام التوزيع العام. ومع ذلك، هناك مخاوف بشأن كفاءة عمليات التوزيع
المراجع
1. ↑  As Grain Piles Up, India’s Poor Still Go Hungry، نيويورك تايمز، 7 يونيو 2012، مؤرشف من الأصل في 2012-06-21
2. ↑  "5.17 The Public Distribution System is ----" (PDF). Budget of India (2000-2001). 2000. مؤرشف من الأصل (PDF) في 2016-03-05.
3. ↑  "Public Distribution System". Ministry of Consumer Affairs, Food and Public Distribution (India). مؤرشف من الأصل في 2012-05-11.
4. ↑  "UP foodgrain scam trail leads to Nepal, Bangladesh". تايمز أوف إينديا. 11 ديسمبر 2010. مؤرشف من الأصل في 2012-11-04.